# Marc Bazin
Marc Bazin, född 6 mars 1932 i Saint-Marc, död 16 juni 2010 i Port-au-Prince, var Haitis tillförordnade president 19 juni 1992-15 juni 1993, tillika premiärminister mellan juni 1992 och augusti 1993.